# Fresnes-Tilloloy
Fresnes-Tilloloy is een gemeente in het Franse departement Somme (regio Hauts-de-France) en telt 136 inwoners (2005). De plaats maakt deel uit van het arrondissement Amiens.

## Geografie
De oppervlakte van Fresnes-Tilloloy bedraagt 3,5 km², de bevolkingsdichtheid is 38,9 inwoners per km².
De onderstaande kaart toont de ligging van Fresnes-Tilloloy met de belangrijkste infrastructuur en aangrenzende gemeenten.

## Demografie
Onderstaande figuur toont het verloop van het inwonertal (bron: INSEE-tellingen).